# Parque Histórico Nacional Martin Luther King Jr.
Martin Luther King, Jr., National Historic Site é uma área da cidade de Atlanta, Geórgia constituída de várias construções relacionadas à vida do pastor e ativista Martin Luther King, Jr. No total, as construções somam 0,14 km² de área construída. A área foi designada Local histórico nacional em 10 de outubro de 1980. O Centro Martin Luther King Jr. para mudanças sociais não violentas foi fundada em 1968 por Coretta Scott King.

## Igreja Batista Ebenezer
A Igreja Batista Ebenezer (Ebenezer Baptist Church) foi fundada em 1886 pelo ex-escravo John A. Parker durante a Era da Reconstrução. O prédio atual foi concluído em 1922 e naquela época Martin Luther King e Alberta Christine Williams casaram-se e tiveram quatro filhos, dentre eles Martin Luther King, Jr.
Em 1960, Martin Luther King, Jr. torna-se pastor da igreja e inicia seus protestos contra a segregação racial. Através da religião, King desenvolveu uma postura ecumênica que uniu os afro-americanos na Luta pelos Direitos Civis. 
Desde 2005, a igreja é dirigida pelo Reverendo Raphael Gamaliel Warnock.

## Local de nascimento de Martin Luther King, Jr.

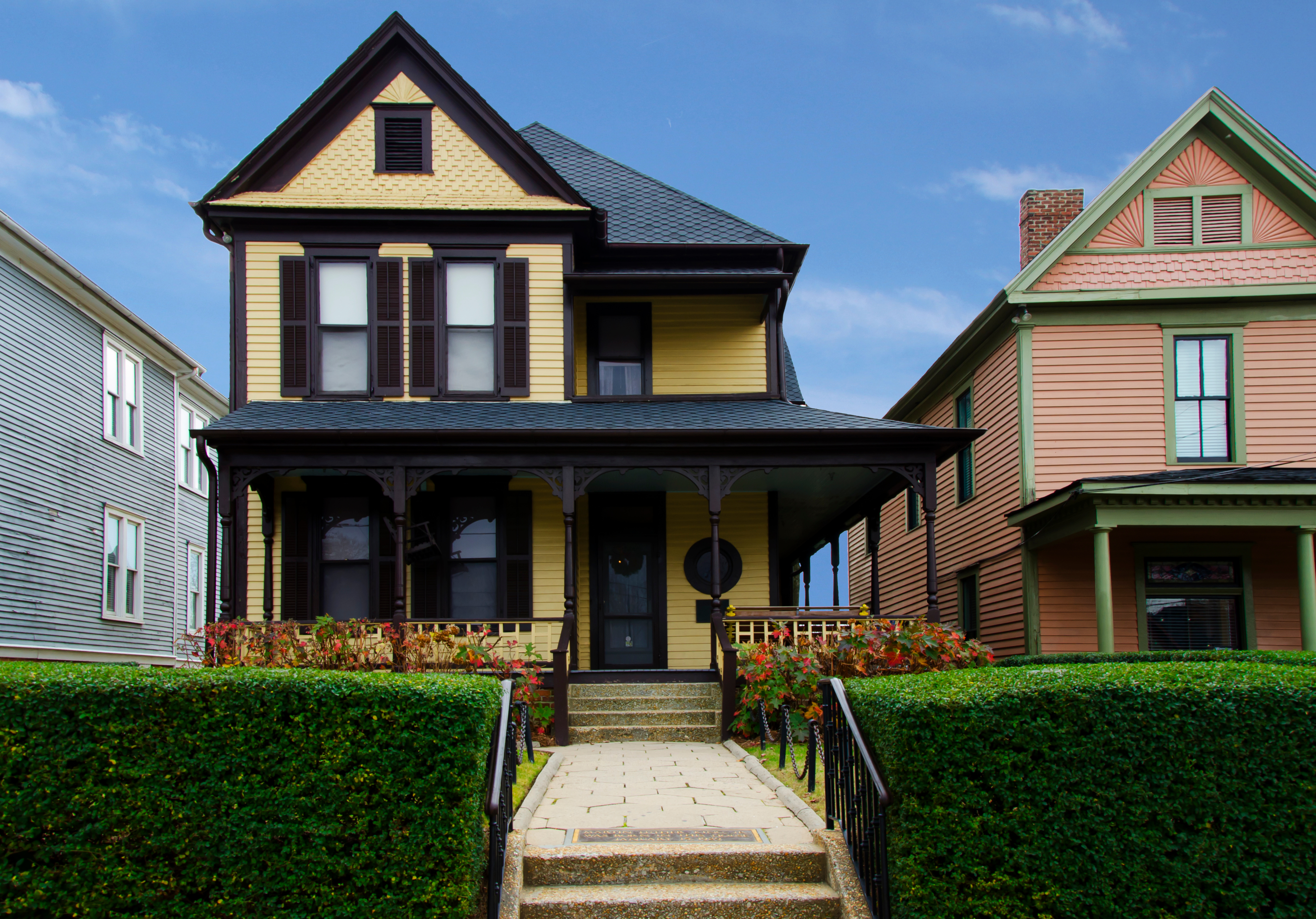
Casa de infância

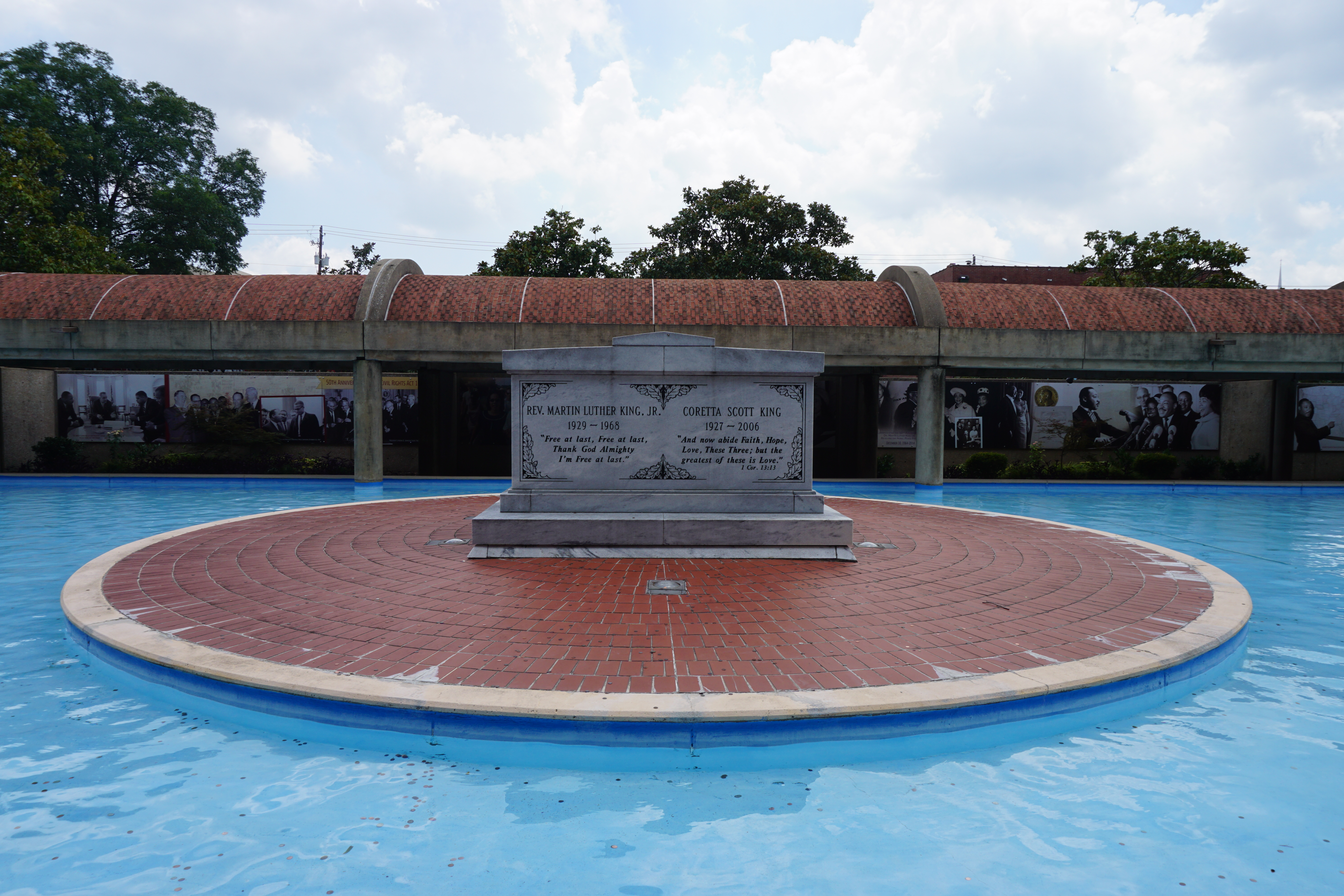
Túmulo

A casa onde nasceu Martin Luther King, em 1929, (King Birth Home) está situada na Auburn Avenue. A casa, em estilo vitoriano, foi construída em 1895 e comprada pelos avós maternos de King em 1909 por US$3.500. A família King se mudou definitivamente para esta casa após o casamento de Martin Luther King, Sr. e Alberta Williams, em 1926. A família residiu lá até 1941. Atualmente, o segundo andar abriga um centro de visitantes, regulado pelo National Park Service.

## Prince Hall
Localizado na 332 Auburn Avenue, o Templo Maçônico Prince Hall é onde a Conferência da Liderança Cristã do Sul (SCLC) estabeleceu sua sede inicial em 1957. Esta histórica e distinta organização de direitos civis foi cofundada por King, que também serviu como seu primeiro presidente. De propriedade da Mais Venerável Grande Loja Prince Hall da Geórgia, o edifício foi incluído dentro do limite autorizado do parque em 2018.